# Frontière entre la Dominique et la France
La frontière entre la Dominique et la France concerne la limite maritime entre l'île de Dominique et les îles françaises de Guadeloupe (au nord) et de Martinique (au sud).

## Caractéristiques
Les espaces maritimes de chacun des deux pays sont délimités par les arcs de loxodromie joignant les points dont les coordonnées géographiques sont les suivantes (dans le système géodésique) :
- L1 : 15° 03′ 54″ N, 62° 48′ 50″ O
- L2 : 15° 36′ 12″ N, 61° 44′ 53″ O
- L3 : 15° 47′ 14″ N, 61° 26′ 33″ O
- L4 : 15° 44′ 03″ N, 61° 19′ 25″ O
- L5 : 15° 42′ 06″ N, 61° 08′ 18″ O
- L6 : 15° 41′ 02″ N, 61° 03′ 40″ O
- L7 : 15° 39′ 54″ N, 60° 53′ 58″ O
- L8 : 16° 30′ 03″ N, 57° 56′ 54″ O
- Arc de cercle centré sur le point 15° 29′ 30″ N, 61° 14′ 52″ O d'un rayon de 200 milles marins reliant L8 et L9 (visible sur la droite à l'extérieur de la carte)
- L9 : 16° 13′ 51″ N, 57° 52′ 30″ O
- L10 : 15° 09′ 52″ N, 60° 53′ 58″ O
- L11 : 15° 07′ 30″ N, 61° 00′ 00″ O
- L12 : 15° 04′ 50″ N, 61° 09′ 20″ O
- L13 : 15° 01′ 51″ N, 61° 16′ 59″ O
- L14 : 14° 29′ 19″ N, 62° 48′ 50″ O

## Carte des frontières maritimes dans les Caraïbes

Délimitations des frontières maritimes dans les États et territoires des Caraïbes.